# توم كوسغروف
توم كوسغروف (بالإنجليزية: Tom Cosgrove)‏ هو لاعب كرة قدم أمريكية أمريكي، ولد في 28 مارس 2017 في ويلكس بار في الولايات المتحدة.